# Mehmed Baždarević
Mehmed Baždarević (28 de setembre de 1960) és un exfutbolista bosnià de la dècada de 1980 i entrenador.
Fou 54 cops internacional amb la selecció iugoslava i dos cops més amb la de Bòsnia.
Pel que fa a clubs, defensà els colors de Željezničar Sarajevo, Sochaux-Montbéliard i Nîmes.
Posteriorment ha entrenat a clubs com Étoile Sportive du Sahel, Grenoble Foot 38, Sochaux, Bòsnia i Paris FC.